# Jon Kennedy (cầu thủ bóng đá)
Jonathan Kennedy (sinh ngày 30 tháng 11 năm 1980) là một cựu cầu thủ bóng đá người Anh thi đấu ở vị trí thủ môn cho Sunderland.